# Emma Hayman
Emma Hayman (* 24. Februar 1988 in Durban, Südafrika) ist eine ehemalige neuseeländische Tennisspielerin.

## Karriere
Hayman begann im Alter von sieben Jahren mit dem Tennissport und bevorzugt Hartplätze. Ihr erstes Profiturnier spielte sie erst mit knapp 18 Jahren Ende Januar 2006 in Taupō. 2007 bis 2012 bestritt sie keine weiteren Profiturniere, ehe sie im September 2012 beim Turnier in Bogota wieder im Einzel antrat. Dort verlor sie in der zweiten Runde. Im gleichen Jahr gelang Hayman zusammen mit Jade Schoelink bereits im Juli der bislang einzige Turniersieg im Doppel. Im Finale schlugen Hayman/Schoelink die deutsche Paarung Carolin Daniels und Dejana Raickovic knapp in drei Sätzen mit 2:6, 6:3 und [10:8].
2013 erhielt sie für das WTA-Turnier in Auckland eine Wildcard für die Qualifikation im Einzel. Sie gewann ihr Erstrundenmatch gegen ihre Landsfrau Imogen Golder, die ebenfalls mit einer Wildcard gestartet war, mit 7:5 und 6:1. In der zweiten Runde der Qualifikation musste sie sich aber der Ungarin Gréta Arn mit 3:6 und 2:6 geschlagen geben. Im Doppel trat sie mit ihrer Landsfrau Abigail Guthrie an. Die Paarung verlor ihr Erstrundenmatch gegen Julija Bejhelsymer und Julia Glushko mit 2:6 und 5:7.
Bei den ASB Classic 2014 erhielt Hayman abermals eine Wildcard für die Qualifikation, wo sie in der ersten Runde mit 0:6 und 1:6 gegen Richèl Hogenkamp verlor.
Seit 2013 hat Hayman neun Partien für die neuseeländische Fed-Cup-Mannschaft bestritten, von denen sie acht gewinnen konnte und lediglich ein Doppel verlor.

## Turniersiege

### Doppel
| Nr. | Datum         | Turnier | Kategorie  | Belag | Partnerin      | Finalgegnerinnen                 | Ergebnis         |
| --- | ------------- | ------- | ---------- | ----- | -------------- | -------------------------------- | ---------------- |
| 1.  | 29. Juli 2012 | Horb    | ITF 10.000 | Sand  | Jade Schoelink | Carolin Daniels Dejana Raickovic | 2:6, 6:3, [10:8] |